# Бурлаки (Прокоп'євський округ)
Бурла́ки (рос. Бурлаки) — село у складі Прокоп'євського округу Кемеровської області, Росія.

## Населення
Населення — 955 осіб (2010; 1198 у 2002).
Національний склад (станом на 2002 рік):
- росіяни — 95 %